# Divizia Națională 1993-1994
La Divizia Națională 1993-1994 è stata la terza edizione della massima serie del campionato di calcio moldavo disputato tra il 14 agosto 1993 e il 25 giugno 1994 e concluso con la vittoria dello Zimbru Chișinău, al suo terzo titolo.

## Formula
Invariato il numero di squadre rispetto alla stagione precedente. Le retrocessioni in Divizia A passarono da 2 a 3.
La squadra campione si qualificò alla Coppa UEFA 1994-1995 mentre la squadra vincitrice della coppa nazionale alla Coppa delle Coppe 1994-1995.
La Dinamo Chișinău cambiò nome in Torentul Chișinău mentre il Constructorul-Agro Chișinău diventò Agro-Goliador Chișinău.

## Squadre
| Squadra                | Città         | Stadio | Stagione 1992-1993   |
| ---------------------- | ------------- | ------ | -------------------- |
| Amocom Chișinău        | Chișinău      |        | 5°                   |
| Bugeac Comrat          | Comrat        |        | 4°                   |
| Agro-Goliador Chișinău | Chișinău      |        | 10°                  |
| Sinteza Căușeni        | Căușeni       |        | Divizia A            |
| Cristalul Fălești      | Fălești       |        | 14°                  |
| Torentul Chișinău      | Chișinău      |        | 13°                  |
| Moldova Boroseni       | Borosenii Noi |        | 3°                   |
| Olimpia Bălți          | Bălți         |        | 7°                   |
| Speranta Nisporeni     | Nisporeni     |        | 9°                   |
| Tighina                | Tighina       |        | 11°                  |
| Tiligul                | Tiraspol      |        | 2°                   |
| Zimbru Chișinău        | Chișinău      |        | Campione di Moldavia |
| Codru Călărași         | Călărași      |        | 6°                   |
| Nistru Otaci           | Otaci         |        | 8°                   |
| Nistru Cioburciu       | Cioburciu     |        | 12°                  |
| Vilia Briceni          | Briceni       |        | Divizia A            |

## Classifica
|  | Pos. | Squadra                | Pt | G  | V  | N  | P  | GF | GS | DR  |
|  | ---- | ---------------------- | -- | -- | -- | -- | -- | -- | -- | --- |
|  | 1.   | Zimbru Chișinău        | 52 | 30 | 25 | 2  | 3  | 86 | 22 | +64 |
|  | 2.   | Tiligul                | 49 | 30 | 23 | 3  | 4  | 94 | 32 | +62 |
|  | 3.   | Codru Călărași         | 40 | 30 | 15 | 10 | 5  | 47 | 22 | +25 |
|  | 4.   | Nistru Otaci           | 38 | 30 | 14 | 10 | 6  | 44 | 21 | +23 |
|  | 5.   | Olimpia Bălți          | 34 | 30 | 13 | 8  | 9  | 35 | 41 | -6  |
|  | 6.   | Bugeac Comrat          | 33 | 30 | 14 | 5  | 11 | 42 | 36 | +6  |
|  | 7.   | Torentul Chișinău      | 29 | 30 | 10 | 9  | 11 | 34 | 30 | +4  |
|  | 8.   | Agro-Goliador Chișinău | 26 | 30 | 10 | 6  | 14 | 40 | 53 | -13 |
|  | 9.   | Amocom Chișinău        | 26 | 30 | 9  | 8  | 13 | 30 | 40 | -10 |
|  | 10.  | FC Tighina             | 26 | 30 | 9  | 8  | 13 | 43 | 55 | -12 |
|  | 11.  | Cristalul Fălești      | 26 | 30 | 9  | 8  | 13 | 29 | 40 | -11 |
|  | 12.  | Nistru Ciobruciu       | 24 | 30 | 8  | 8  | 14 | 36 | 47 | -11 |
|  | 13.  | Vilia Briceni          | 23 | 30 | 9  | 5  | 16 | 27 | 52 | -25 |
|  | 14.  | Sinteza Căușeni        | 23 | 30 | 7  | 9  | 14 | 22 | 51 | -29 |
|  | 15.  | Moldova Boroseni       | 17 | 30 | 5  | 7  | 18 | 18 | 49 | -31 |
|  | 16.  | Speranța Nisporeni     | 14 | 30 | 5  | 4  | 21 | 27 | 63 | -36 |

Legenda:

      Campione di Moldavia
      Retrocessa in Divizia A
Note:

Due punti a vittoria, uno a pareggio, zero a sconfitta.

## Verdetti
- Campione: Zimbru Chișinău, qualificato alla Coppa UEFA 1994-1995
- Retrocesse in Divizia "A": Sinteza Căușeni, Moldova Boroseni e Speranța Nisporeni